# Paulownia catalpifolia
Paulownia catalpifolia är en tvåhjärtbladig växtart som beskrevs av T. Gong och Hong De-Yuan. Paulownia catalpifolia ingår i släktet Paulownia och familjen Paulowniaceae. Inga underarter finns listade i Catalogue of Life.